# مريم جورج
مريم جورج أو مريام جورج، ولدت عام 1987 في القاهرة، مصر. هي حاملة لقب مسابقة ملكة الجمال المصرية لعام 2005.
في سن الثامنة عشرة، كانت الفائزة الرسمية بمسابقة ملكة جمال مصر عام 2005. ومثلت مصر في مسابقة ملكة جمال الكون لعام 2005.
وملكة جمال القارات عام 2005، ووصلت في المسابقة للدور القبل النهائي.
وملكة جمال الأرض عام 2006، وكانت ضمن الثمن مرشحات النهائيات.
في أكتوبر 2013، سافرت إلى سيول، كوريا الجنوبية لتمثيل بلادها بأنها «ملكة جمال مصر» في مسابقة ملكة جمال آسيا والمحيط الهادئ العالم سوبر تالنت عام 2013، وحصلت على لقب الوصيفة الأولى، وكانت أول رابحة في مسابقات البطولات الأربع الكبرى منذ لقب ملكة جمال العالم أنتيجون كوستاندا في عام 1954.

## وصلات خارجية
- مريم جورج على موقع IMDb (الإنجليزية)